# Produkcja środków spożywczych
Produkcja środków spożywczych – czynności obejmujące przygotowywanie surowców do przerobu, ich przechowywanie, poddawanie procesom technologicznym, pakowanie i znakowanie oraz wszelkie inne czynności związane z przygotowywaniem do obrotu, a także przechowywanie wyrobów gotowych do czasu wprowadzenia ich do obrotu.